# Snowscreen
Snowscreen è un documentario del 1984 diretto da Robert Shoub e basato sulla vita del pluriartista canadese Michael Snow.